# Stal BiS Kutno
Ekobud Stal Kutno Baseball – baseballowy klub sportowy w Kutnie, występujący w Ekstralidze baseballowej.

## Sukcesy
- Mistrz Polski: 1988, 1989, 1991, 1992, 1995, 1996, 1997, 2002, 2003, 2005, 2006, 2007, 2008, 2010, 2011, 2014, 2015, 2019, 2021, 2022, 2023, 2024
- Wicemistrz Polski: 1986, 1990, 1998, 2001, 2016, 2018, 2020
- Brązowy medal Mistrzostw Polski: 1987, 1993, 1999, 2000, 2009, 2012, 2013, 2017